# Liste des comtes de Comminges

d'argent, à la croix pattée de gueules,.

Cet article contient une liste des comtes de Comminges, une région naturelle de France au sud du département de la Haute-Garonne.

## Histoire du comté de Comminges
Ancienne principauté féodale située sur le versant nord des Pyrénées, de part et d'autre du haut cours de la Garonne, le Comminges a existé du début du Xe siècle jusqu'en 1454.
Le comté de Comminges aurait été constitué dans la première moitié du Xe siècle. Pendant longtemps, on a considéré que les premiers comtes de Comminges étaient issus des comtes d'Aragon. Les dernières études font ressortir qu'ils seraient probablement des seigneurs de l'entourage des comtes de Toulouse.
En 1375, Marguerite de Comminges (1363-1443), héritière du comté, épousa Jean III d'Armagnac († 1391) en premières noces puis, en troisièmes noces, Mathieu de Foix. À sa mort, Marguerite de Comminges lègue ses domaines au roi de France. Mathieu de Foix en garde cependant la jouissance jusqu'à sa mort († 1453).
Le Comminges est incorporé au domaine royal en 1454. Il est ensuite aliéné en faveur de Jean, bâtard d'Armagnac († 1478), puis d'Odet d'Aydie, seigneur de Lescun († 1498), avant d'être à nouveau réuni au domaine royal en 1498, et ce de manière définitive.
Certains évêques de Comminges, au XVIe, se considèrent évêques-comtes de Comminges, notamment Pierre d'Albret qui signe ainsi.

## Comtes héréditaires
- En 949 : Arnaud Ier († avant 957)[4].

Une première mauvaise transcription des armoiries a modifié le blason au XVIIe siècle : de gueules aux quatre otelles d'argent appointées et posées en sautoir (illustration ci-dessus), puis même en otelles adossées en sautoir.

  - marié à Arsinde, comtesse de Carcassonne.
- Avant 970-vers 1000 : Roger Ier le Vieux, fils du précédent, comte de Carcassonne et d'un tiers du Comminges.
  - marié avant 970 à Adélaïs, probablement de Melgueil[4].
- Vers 979 : Arnaud II, comte, fils probable d'Arnaud (lui-même fils de Roger de Comminges, le frère d'Arnaud Ier : donc probable petit-neveu d'Arnaud Ier de Comminges) et fils certain d'Adélaïde, remariée ensuite à Roger Ier le Vieux[4].
- Avant 988-vers 1035 : Eudes, comtes de Comminges, frère probable du précédent[4].
- Vers 1003-vers 1035 : Roger II, comtes de Comminges, frère du précédent[4].
- Vers 1035-vers 1070 : Arnaud III, fils de Roger II.
- Vers 1070-avant 1105 : Roger III, fils du précédent.
- Avant 1105-après 1145 : Bernard Ier († après 1145), fils du précédent.
  - marié à Dias de Samatan ; parents de Bernarde, épouse de Roger Ier Trencavel, vicomte d'Albi et de Carcassonne.
- Après 1145-avant 1153 : Bernard II († avant 1153), fils du précédent.
- Avant 1153-1176 : Dodon de Samatan, frère du précédent, comte de Comminges sous le nom de Bernard III.
  - marié à une fille d'Alphonse Jourdain, comte de Toulouse[5] ;
- 1176-1225 : Bernard IV († 1225), fils du précédent.
  - marié en 1180 (séparés en 1192) en premières noces à Béatrix III de Marsan, comtesse de Bigorre, fille de Centulle III de Marsan, comte de Bigorre et de Mabille des Baux.
  - marié en 1195 (séparés peu après) en secondes noces à Comtors de la Barthe, fille d'Arnaud Guillaume, vicomte de la Barthe.
  - marié en 1197 (séparés en 1201) en troisièmes noces à Marie de Montpellier, fille de Guilhem VIII, seigneur de Montpellier et d'Eudoxie Comnène.
- 1225-1241 : Bernard V († 1241), fils du précédent et de Comtors de la Barthe.
  - marié à Cécile de Foix, fille de Raymond Roger, comte de Foix et de Philippa.
- 1241-1295 : Bernard VI († entre 1295 et 1300), fils du précédent.
  - marié à Thérèse.
- 1295-1312 : Bernard VII, fils du précédent.
  - marié à Laure de Montfort, fille de Philippe II, seigneur de Castres et de Jeanne de Lévis-Mirepoix.
- 1312-1336 : Bernard VIII, fils du précédent.
  - marié en 1re noces à Puelle d'Armagnac, fille de Géraud VI, comte d'Armagnac et de Mathe de Béarn.
  - marié en 2e noces (av. nov. 1305)[6] à Marguerite, vicomtesse de Turenne, fille de Raymond VI, vicomte de Turenne.
  - marié en 3e noces à Mathe, fille de Bernard, baron de l'Isle-Jourdain et de Marguerite de Foix.
- 1336-1339 : Jean Ier († début 1339), fils du précédent et de Mathe de l'Isle-Jourdain.
- 1339-1341 : Pierre-Raymond Ier († 1341), frère de Bernard VIII.
  - marié (v. 1306) à Constance, fille de Bernard (Bernard IV ou Bernard V ?), comte d'Astarac[7].
  - marié à Françoise de Fézensac.
- 1341-1376[8] : Pierre-Raymond II († 1376)[8], fils du précédent.
  - marié en 1350 à sa cousine germaine Jeanne de Comminges, fille de Bernard VIII, comte de Comminges et de Mathe de l'Isle Jourdain.
- 1376-1443 : Marguerite (1365/6-1443), fille des précédents.
  - mariée en premières noces en 1378 à Jean III († 1391), comte d’Armagnac.
  - mariée en secondes noces en 1392 avec Jean II d’Armagnac († 1402), vicomte de Fézensaguet et comte de Pardiac.
  - mariée en troisièmes noces en 1419 avec Mathieu de Foix († 1453).

À sa mort, Marguerite de Comminges lègue ses domaines au roi de France. Mathieu de Foix en garde cependant la jouissance viagère. Le nom de Comminges continue à prospérer, transmis par exemple par des bâtards et des branches cadettes (collatérales) de la maison de Comminges, (voir les articles Famille de Comminges, vicomtes de Couserans, famille d'Espagne de Montespan), ou en lignée féminine.
- 1443-1453 : Mathieu de Foix († 1453).

## Comtes viagers
Le Comminges est donné ensuite en viager à :
- 1461-1473 : Jean de Lescun († 1473), dit le bâtard d’Armagnac, maréchal de France.
- 1473-1487 : Odet d’Aydie († 1490), marié à une cousine du précédent.
- 1555-1562 : Paul de La Barthe de Thermes († 1562), maréchal de France.

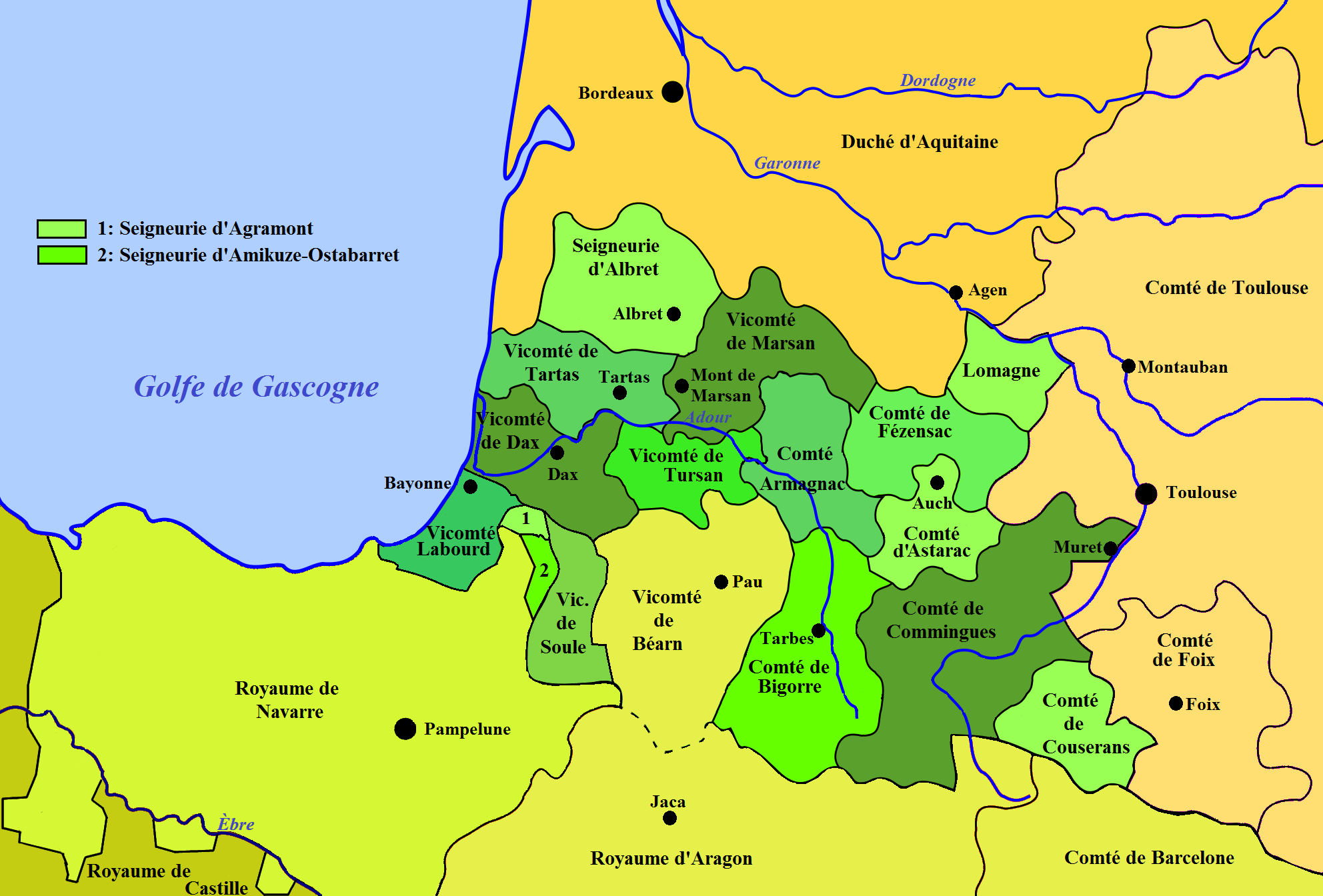
Situation du comté de Comminges dans le duché de Vasconie.